# Claoxylon fallax
Claoxylon fallax är en törelväxtart som beskrevs av Johannes Müller Argoviensis. Claoxylon fallax ingår i släktet Claoxylon och familjen törelväxter. Inga underarter finns listade i Catalogue of Life.